# Zbór Łódź-Górna Kościoła Adwentystów Dnia Siódmego
Zbór Łódź-Górna Kościoła Adwentystów Dnia Siódmego – jeden z trzech zborów adwentystycznych w Łodzi (obok Zboru Łódź-Widzew oraz Zboru Międzynarodowego), działający w dzielnicy Górna, należący do Okręgu Łódzkiego Diecezji Wschodniej Kościoła Adwentystów Dnia Siódmego w RP, mieszczący się w Łodzi przy ul. Płockiej 28. 

## Krótka historia Zboru Łódź-Górna
Zbór Łódź-Górna powstał w 1992 r. (wtedy jako drugi, po zborze Łódź-Widzew założonym w 1895) w wyniku publicznej ewangelizacji i spotkań biblijnych prowadzonych przez Phila i Joannę Jonesów w hali „Anilana”, choć budynek z myślą o adaptacji na cele sakralne został zakupiony już w roku 1989 od pani Haliny Stawerskiej. 
Pierwsze uroczyste nabożeństwo Zboru Łódź-Górna, podczas którego odbyło się formalne powołanie nowego zboru do istnienia, odbyło się 11 stycznia 1992 r. w Domu Kultury przy (równoległej do ul. Płockiej) ul. Siedleckiej. Uroczystość tę prowadził pastor Piotr Heród, ówczesny Przewodniczący Diecezji Wschodniej. W tym samym roku, uchwałą Rady Diecezji Wschodniej, postanowiono usankcjonować istnienie dwóch zborów adwentystycznych w Mieście Łodzi nadając im odpowiednio nazwy: Łódź-Widzew (ul. Kopcińskiego 67) oraz Łódź-Górna (ul. Płocka 28). 
Pierwsze sobotnie nabożeństwo przy ul. Płockiej 28 odbyło się 5 grudnia 1992 r., a 2 stycznia 1993 r. nastąpiła uroczystość poświęcenia Domu Modlitwy. 

## Duszpasterze Zboru Łódź-Górna
Założycielem i wieloletnim duszpasterzem Zboru jest starszy duchowny, pastor Mirosław Karauda, który pełnił posługę duchową od założenia Zboru do 31 sierpnia 2015 r.
W okresie od 1 września 2015 do końca kwietnia 2020 posługę duszpasterską w Zborze Łódź-Górna, pełnił starszy duchowny, pastor Zbigniew Makarewicz. 
Od 2020 r. pastorem zboru jest starszy duchowny, pastor Konrad Pasikowski.

## Działalność prospołeczna
Zbór Kościoła Adwentystów Dnia Siódmego Łódź-Górna znany jest z zaangażowania w życie społeczne. Począwszy od 1994 r. pastor Mirosław Karauda, angażując Zbór Łódź-Górna, organizował coroczne (z pewnymi przerwami) koncerty charytatywne na rzecz Wielkiej Orkiestry Świątecznej Pomocy; a od kilku lat tę dobrą tradycję przejął syn pastora Mirosława Karaudy, Tomasz Karauda - lekarz medycyny, samorządowiec i starszy zboru (prezbiter) Zboru Łódź-Górna, a w organizację corocznego koncertu na rzecz WOŚP włączyło się Miasto Łódź oraz Okręgowa Izba Lekarska w Łodzi, tak jak to było np. w roku 2024 oraz w roku 2025.
Ponadto przy Zborze Łódź-Górna działa amatorska Grupa Teatralna "Cogito" prowadzona przez Klaudię Karaudę, żonę pastora Mirosława. Grupa ta stara się przedstawić prawdy i wartości ewangeliczne ubrane we współczesną scenerię. 

Sala nabożeństw Zboru Łódź-Górna

Zbór Łódź-Górna organizuje również koncerty okolicznościowe i charytatywne, w tym także we współpracy ze Zborem Łódź-Widzew, czy grupą muzyczną New Heaven. 
W okresie od marca 2022 do października 2023 w budynku przy ul. Płockiej 28 mieściło się tymczasowe schronisko dla uchodźców z Ukrainy, które - dzięki środkom finansowym zapewnionym przez Fundację ADRA Polska - prowadził pastor Konrad Pasikowski, przy znacznym zaangażowaniu wyznawóców ze Zboru Łódź-Górna.

Hol i sala nabożeństw Zboru Łódź-Górna

W lipcu 2025 dzięki zaangażowaniu administratora Diecezji Wschodniej, Piotra Barbuchy oraz administratorki budynku przy ul. Płockiej 28, Sylwii Nowakowskiej-Książczyk, udało się dokończyć wieloletnią inwestycję rozbudowy budynku, co zwieńczono uroczystym nabożeństwem otwierającym nowy rozdział w działalności Zboru Łódź-Górna, które odbyło się 02 sierpnia 2025. 